# Mecicobothrioidea
Mecicobothrioidea es la superfamilia de arañas migalomorfas con los individuos más pequeños. La superfamilia se divide en dos familias:
- Mecicobothriidae o tarántulas enanas: 4 géneros, 9 especies
- Microstigmatidae: 7 géneros, 16 especies